# Lijst van burgemeesters van Esch
Dit is een lijst van burgemeesters van de voormalige Nederlandse gemeente Esch tot die gemeente op 1 januari 1996 opging in de gemeente Haaren.
| Ambtsperiode | Naam burgemeester                           | Partij of stroming | Bijzonderheden                                        |
| ------------ | ------------------------------------------- | ------------------ | ----------------------------------------------------- |
| 1810 - 1811  | Willibrordus van Houtum                     |                    | maire                                                 |
| 1812 - 1820  | Jan de Groot                                |                    | maire/schout                                          |
| 1821 - 1841  | Andries van Houtum                          |                    |                                                       |
| 1842         | Jhr. Charles Pierre de Senarclens de Grancy |                    |                                                       |
| 1842 - 1885  | Leonardus (L.J.) Verheijen                  |                    |                                                       |
| 1886 - 1903  | Johannes (J.F.) van Leeuwen                 |                    |                                                       |
| 1904 - 1918  | Willem (W.G.J.H.) Strijbosch                |                    |                                                       |
| 1918 - 1946  | Marie (M.J.C.A.) Arnoldts                   |                    |                                                       |
| 1945 - 1946  | mr. W.C.A. Francissen                       |                    | waarnemend, tevens waarnemend burgemeester van Boxtel |
| 1946 - 1947  | Eugène Marie Smits                          |                    | waarnemend                                            |
| 1948 - 1960  | Mr. Petrus V.G.W. Kamerbeek                 |                    |                                                       |
| 1961 - 1968  | Piet (P.A.) Smits                           | KVP                |                                                       |
| 1969 - 1979  | Piet (P.H.M.) Walboomers                    | KVP                |                                                       |
| 1980 - 1987  | Roeland (R.A.M.M.) van den Boorn            | KVP / CDA          |                                                       |
| 1987 - 1996  | Wim (W.A.) Letschert                        | D66                |                                                       |